# جان کمپ استارلی
جان کمپ استارلی یا جی کی استارلی (انگلیسی: John Kemp Starley; ۱ ژانویهٔ ۱۸۵۴ – ۱ ژانویهٔ ۱۹۰۱) مهندس مخترع و صنعت‌کار اهل بریتانیا بود، کسی که اساساً برای اختراع دوچرخه مدرن و همچنین مؤسس روور شناخته می‌شود. دوچرخه مدرن یا دوچرخه ایمن روور او اولین دوچرخه‌ای بود که رکاب آن با زنجیر به چرخ عقب وصل می‌شد بر خلاف پنی فارتینگ.
استارلی پسر جان استارلی باغبان و ماری آن بود و ۱۴ دسامبر ۱۸۵۴ متولد و در چرچ‌هیل والتامستو زیست. او در ۱۸۷۲ به کاونتری رفته تا با عمویش جیمز استارلی که یک مخترع بود کار کند. او با عمویش و ویلیام هیلمن سالها در دوچرخه‌سازی آریل کار کرد.

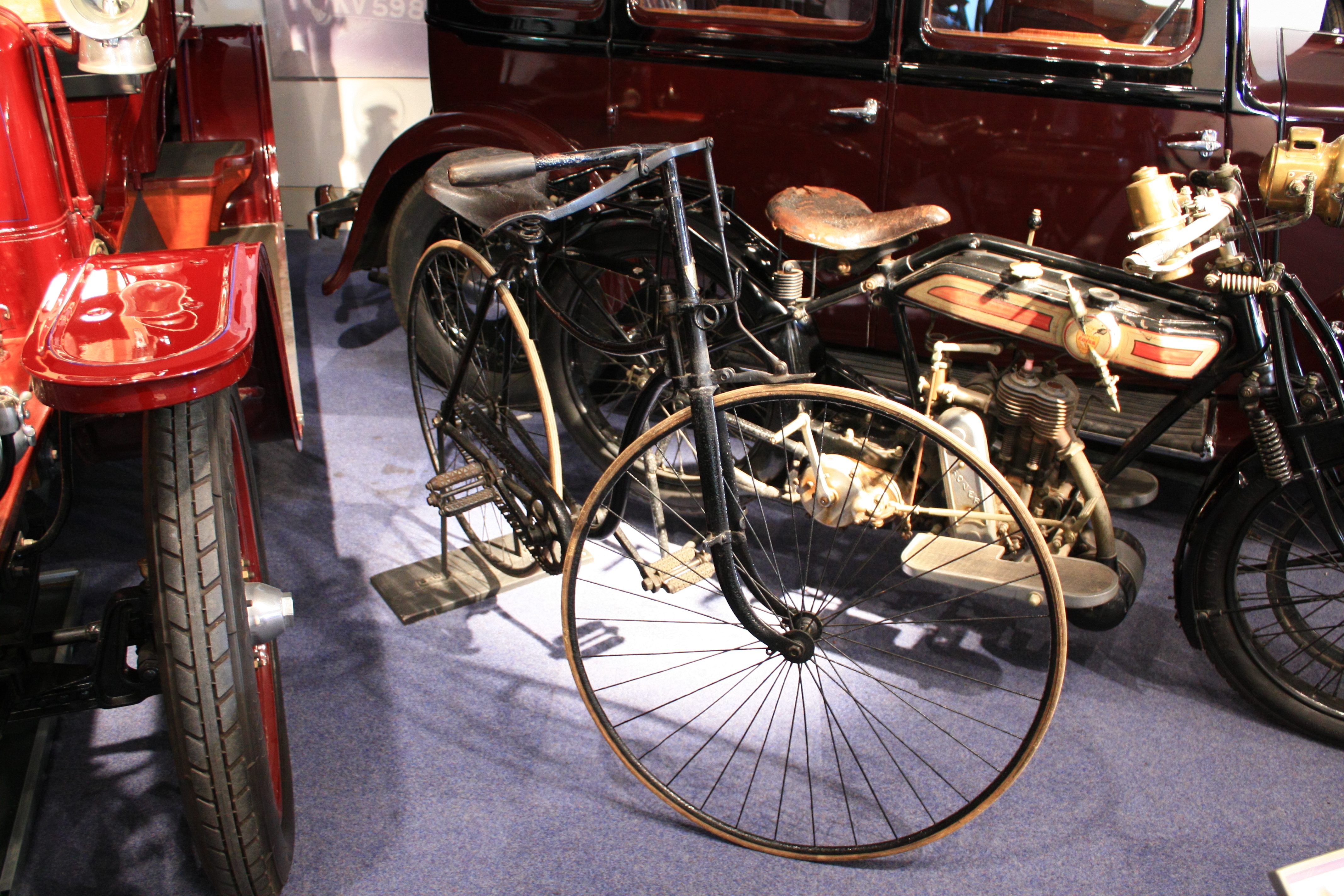
دوچرخه ایمن روور ۱۸۸۸ در

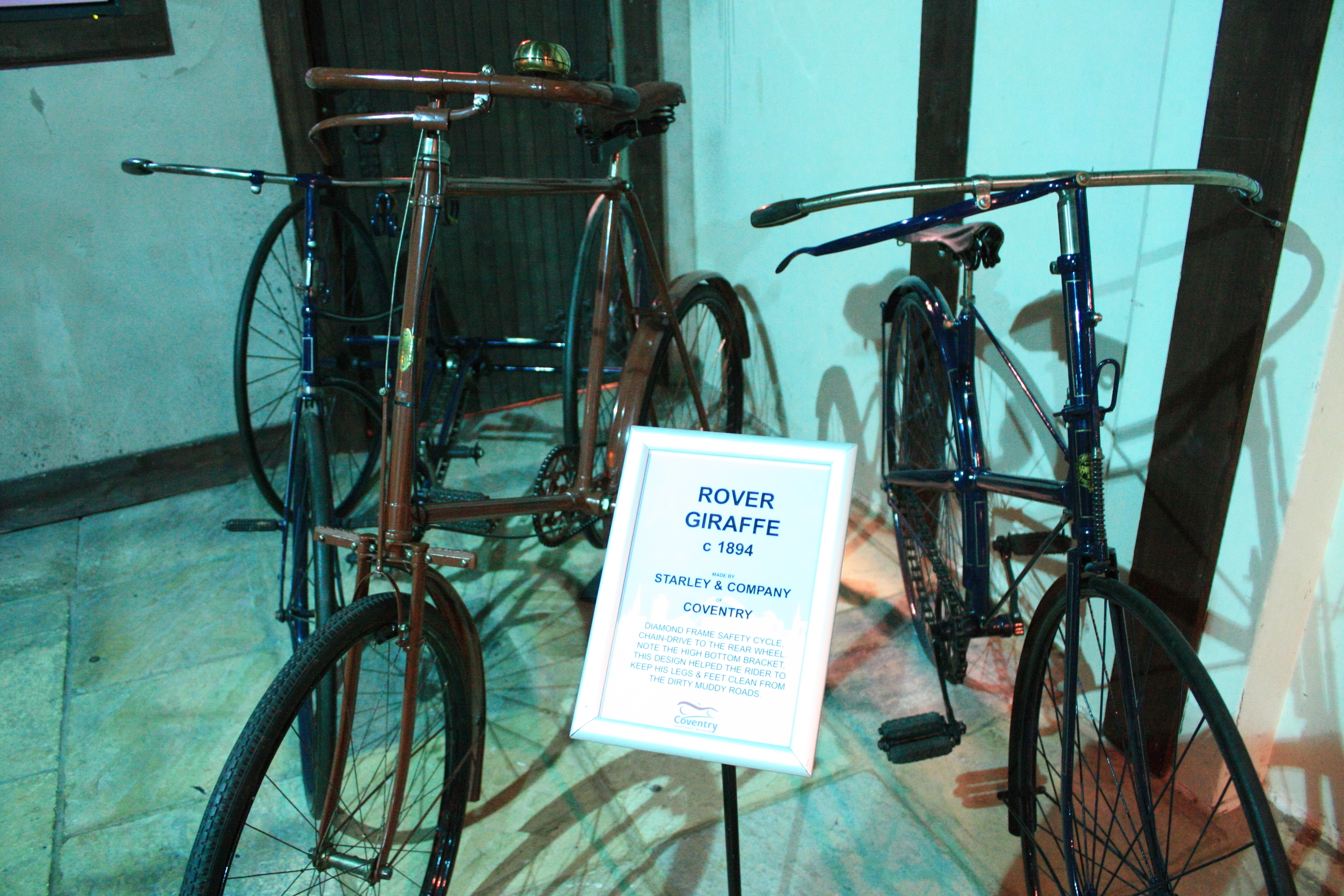
زرافه ایمن روور ۱۸۹۴ در موزه حمل‌ونقل کاونتری

در ۱۸۷۷ او کار جدیدی به نام شرکت استارلی و ساتون را با ویلیام ساتون شروع کرد که یک هواداری محلی از دوچرخه‌سواری بود. آنها به صورت هدفمند توسعه دوچرخه‌هایی را آغاز کردند که مطمئن‌تر و آسان‌تر از پنی فارتینگ بود. پنی فارتینگ که به چرخ بزرگ و معمولی نیز مشهور بود (high wheel یا high wheeler و ordinary) دوچرخه‌های کلاسیکی بودند که رکاب آن روی چرخ بسیار بزرگ جلوی دوچرخه قرار می‌گرفت که استارلی آن قاعده را تغییر داد. آنها با سه‌چرخه شروع کردند و تا ۱۸۸۳ محصولاتشان با عنوان روور شهرت یافت.

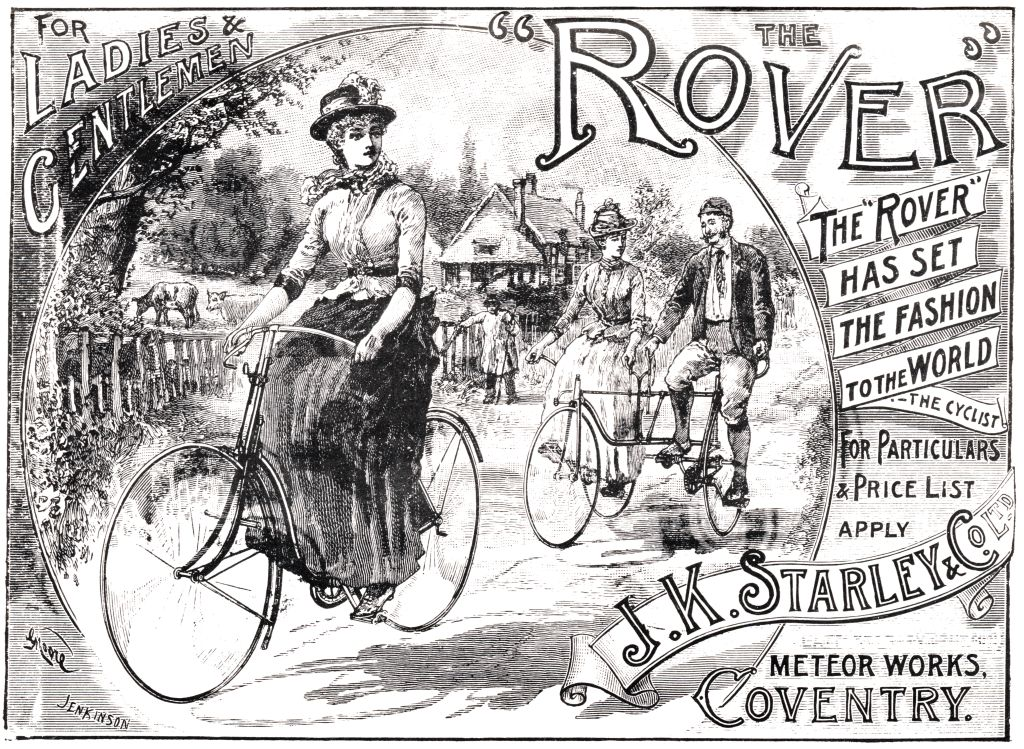
تبلیغات جی‌کی استارلی و شرکا با مسئولیت محدود

در ۱۸۸۵ او با ساخت اولین دوچرخه ایمن جهان در روور تاریخ را تغییر داد. روور یک دوچرخه زنجیررانچرخ عقب ران با دو چرخ هم‌اندازه بود که آنرا بسیار پایدارتر از طراحی‌های چرخ‌بزرگ پیشین می‌کرد. مجله هفتگی دوچرخه‌سواری بریتانیا اینگونه عنوان کرد: روور «الگو را برای جهان تنظیم کرد» و این اصطلاح سالها برای تبلیغات آنها استفاده شد.
در ۱۸۸۹ نام شرکت به جی‌کی استارلی و شرکا با مسئولیت محدود تغییر یافت؛ و ۱۰ سال بعد در اواخر دهه ۱۸۹۰ به شرکت دوچرخه‌سواری روور با مسئولیت محدود تغییر یافت.
استارلی در ۲۹ اکتبر ۱۹۰۱ درگذشت و هری اسمیت مدیر گرداننده جانشین وی در تشکیلات روور شد. اندکی پس از درگذشت استارلی روور شروع به تولید موتورسیکلت و خودرو کرد.